# Астроминералогия
Астроминералогия (англ. Astromineralogy, от астро- + минералогия) — одно из перспективных направлений современной минералогии, возникшее на стыке минералогии, физики и астрономии.
Астроминералогия занимается изучением минералов и минерального состава астероидов, метеоров и других небесных тел, а также астрономической спектроскопией астероидов, комет, метеоров и пыли околозвёздной среды в целом.
С другой стороны, в кристаллах минералов и толщах пород фиксируются и на протяжении миллиардов лет геологической истории сохраняются признаки, характеризующие не только эволюцию планеты Земля, но и её взаимодействие с космосом, с другими небесными объектами и космическими явлениями.
В русскоязычных, преимущественно интернет-источниках, получило распространение также произвольное использование этого термина в иных значениях, связанных с астрологией, что неграмотно и с научной точки зрения неправомерно.